# Кулик, Александр (футболист)
Александр Кулик (эст. Aleksandr Kulik; 23 июля 1981, Силламяэ) — эстонский футболист, нападающий и защитник.

## Биография
Начал взрослую карьеру в конце 1990-х годов в клубе «Калев» (Силламяэ), выступавшем тогда в первой и второй лигах Эстонии. В конце 2000 года ненадолго перешёл в «Лоотус» (Кохтла-Ярве), игравший в высшем дивизионе, дебютный матч провёл 22 октября 2000 года против «Флоры». В начале следующего сезона снова играл за «Калев» в первой лиге.
Летом 2001 года перешёл в таллинскую «Флору». За половину сезона забил 14 голов в 12 матчах, став лучшим бомбардиром клуба в сезоне и заняв пятое место в споре бомбардиров высшей лиги. В 2002 году вошёл в десятку лучших бомбардиров, забив 11 голов. В обоих сезонах вместе с «Флорой» становился чемпионом Эстонии. В последнем сезоне, в 2003 году потерял место в основе «Флоры», и несмотря на высокую результативность в играх за фарм-клубы, в итоге покинул клуб. В 2003 году «Флора» в очередной раз стала чемпионом Эстонии, однако Кулик сыграл за неё лишь 6 матчей на старте сезона.
В 2004 году перешёл в «Транс» (Нарва), в котором за четыре сезона провёл более 100 матчей. Становился серебряным (2006) и бронзовым (2005) призёром чемпионата Эстонии, финалистом Кубка страны (2007), обладателем Суперкубка Эстонии (2007). В первой половине сезона 2006 года играл в чемпионате Казахстана за «Астану», сыграл 11 матчей и забил 2 гола в чемпионате страны и трижды отличился в играх Кубка Казахстана, в итоге «Астана» стала чемпионом страны и финалистом Кубка.
В 2008 году играл в высшем дивизионе Финляндии за «РоПС» (Рованиеми).
С 2009 года играл в высшем дивизионе Эстонии за «Калев» (Силламяэ) и «Транс». С «Калевом» в 2009 году стал серебряным призёром чемпионата, с «Трансом» в 2011 году стал бронзовым призёром.
В 2012 году был дисквалифицирован на 6 лет за мошенничество на тотализаторе, дисквалификацию отбыл полностью. В этот период участвовал в ветеранских соревнованиях.
С 2019 года выступал за «Калев» (Силламяэ) в четвёртом дивизионе. Также в этот период играл в высшей лиге по футзалу за клуб «Алексела» (Силламяэ), вице-чемпион Эстонии по футзалу 2020 года.
Всего в высшем дивизионе Эстонии по футболу сыграл 264 матча и забил 59 голов.